# Cyphomenes schremmeri
Cyphomenes schremmeri är en stekelart som beskrevs av Giordani Soika 1978. Cyphomenes schremmeri ingår i släktet Cyphomenes och familjen Eumenidae. Inga underarter finns listade i Catalogue of Life.